# Sabato sera dalle nove alle dieci
Sabato sera dalle nove alle dieci è stato un programma televisivo, diretto da Giancarlo Nicotra, scritto da Ugo Gregoretti e condotto da Gigi Proietti. È stato trasmesso dal 26 gennaio al 16 febbraio 1974, il sabato sul Programma Nazionale.

## Descrizione
Il programma è un misto tra sceneggiato e varietà. In ognuna della quattro puntate si propone una storia che ha come protagonista un personaggio diverso e durante lo svolgersi della vicenda viene mostrata la televisione che trasmetteva uno spettacolo di varietà. Vi vengono parodiati noti spettacoli televisivi di successo come ad esempio lo sceneggiato Jekyll diretto e interpretato da Giorgio Albertazzi, puntata cui prende parte Beba Loncar, allora celebre come protagonista dello sceneggiato Ho incontrato un'ombra con la regia di Daniele D'Anza, nella seconda puntata.